# بلدية كيباغو
بلدية كيباغو هي بلدية من مقاطعة ماكامبا في جنوب بوروندي. تقع العاصمة في كيباغو.